# Sierra Nevada (Stati Uniti d'America)
La Sierra Nevada (dallo spagnolo: vetta Innevata, conosciuta anche come “La Sierra”, “L'alta Sierra” e “Le Sierra”) è una catena montuosa che si estende a cavallo fra la parte orientale dello Stato della California e la parte occidentale dello Stato del Nevada. 

## Storia

### Storia dell'esplorazione
I primi abitanti identificati della Sierra Nevada erano tribù Paiute sul versante est e tribù Mono e Miwok sul versante ovest. (Mono e Paiute parlano lingue strettamente imparentate, del gruppo uto-azteco settentrionale.) Oggi, sul Duck Pass s'incontrano frequentemente resti di punte di freccia in ossidiana di quell'epoca.
Il primo europeo a visitare la Sierra Nevada fu Jedediah Smith nel 1826-1827. Nell'inverno del 1844, il tenente John C. Fremont, accompagnato da Kit Carson, fu il primo uomo bianco a vedere il Lago Tahoe.

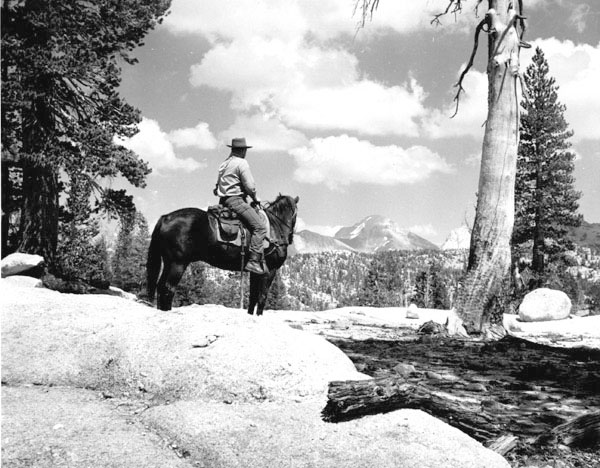
Red Slate Mountain

A partire dal 1848 la corsa all'oro della California popolò i fianchi della Sierra Nevada; ciò nonostante, la maggior parte della Sierra rimase inesplorata fino al 1863, quando il giovane Stato della California autorizzò il California Geological Survey a esplorarla in modo ufficiale. Josiah Whitney fu messo a capo delle operazioni. I suoi uomini esplorarono dapprima ciò che oggi è il Parco nazionale di Yosemite, poi il Kings Canyon.
Clarence King nel 1871 per errore pensò che il Monte Langley fosse il picco più alto della Sierra e lo scalò. Tuttavia prima che egli potesse scalare il reale picco più alto cioè il Monte Whitney, un pescatore di Lone Pine, California, lo scalò e lasciò una nota. Tra il 1892 e il 1897, Theorore Solomons, fu il primo esploratore a cercare di mappare una strada tra la cresta della Sierra (che poi diverrà il cammino di John Muir, lungo una strada differente). Nella sua spedizione del 1894, egli portò con sé Leigh Bierce, figlio dello scrittore Ambrose Bierce.
Ai piedi della Sierra è ambientata La fanciulla del West, opera lirica di Giacomo Puccini, rappresentata per la prima volta a New York nel 1910.

## Geografia
La Sierra Nevada è lunga 650 km e si estende dal Passo Fredonyer Pass a nord al Passo Tehachapi Pass a sud. Essa confina con la Valle centrale Central Valley della California ad ovest e con il Gran Bacino ad est. 

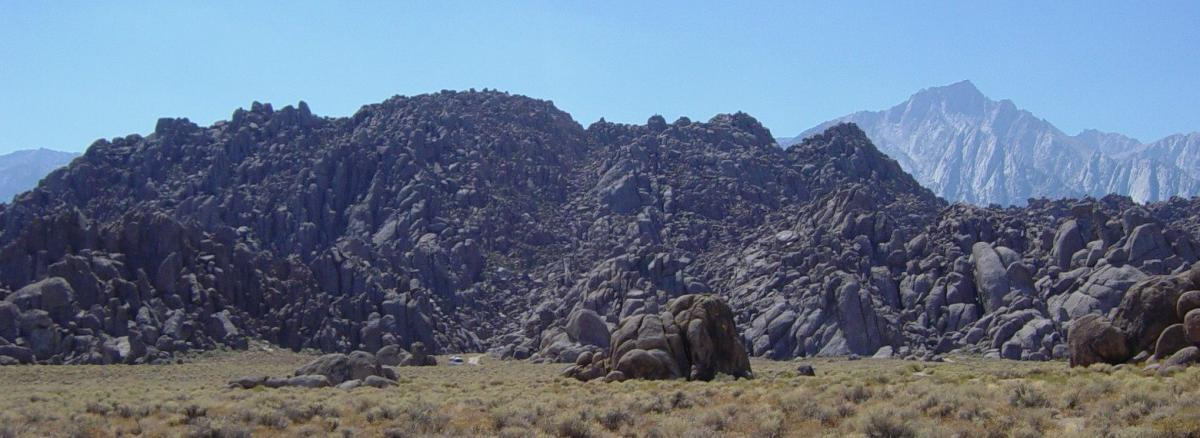
Colline Alabama

Nella sezione ovest-est, la Sierra è formata come un triangolo non equilatero: l'elevazione si incrementa gradualmente verso est fino a che è raggiunta una cresta, dove poi rapidamente l'altezza decresce formando una scarpata. Così, la cresta delle altitudini corre principalmente lungo la fiancata est della Sierra Nevada. I fiumi che scorrono verso ovest dalle cime della Sierra sfociano in maggioranza nell'oceano Pacifico mentre quelli che scorrono verso est sfociano nel Gran Bacino (Great Basin). Tuttavia l'acqua di molti ruscelli e torrenti e il Owens sono deviati verso la città di Los Angeles.
Ci sono diverse forme geografiche nella Sierra Nevada:
- Il Lago Tahoe è un grande, splendido e chiaro lago nel nord della Sierra Nevada, con un'altezza di 1897 m e un'area di 489 km²[2] Il lago Tahoe giace tra le principali cime della Sierra, e il Carson Range, Hetch Hetchy Valley, Yosemite Valley, Kings Canyon Tehipite Valley e Kern Canyon sono i più conosciuti tra molti canyon di formazione glaciale dell'ovest della Sierra.
- Yosemite National Park è pieno di incredibili meraviglie come le cascate e le cime di granito.
- Il monte Whitney, a 4 421 metri di altezza è il punto più alto di tutti i 48 Stati Uniti contigui (il punto più alto di tutti gli Stati Uniti è il monte McKinley in Alaska); il Monte Whitney si trova nel confine est del Sequoia National Park.
- Alberi di sequoia gigante Sequoiadendron giganteum si trovano lungo una stretta banda di altitudine sul lato ovest della Sierra Nevada. Le Sequoie giganti sono gli alberi più grandi del mondo.

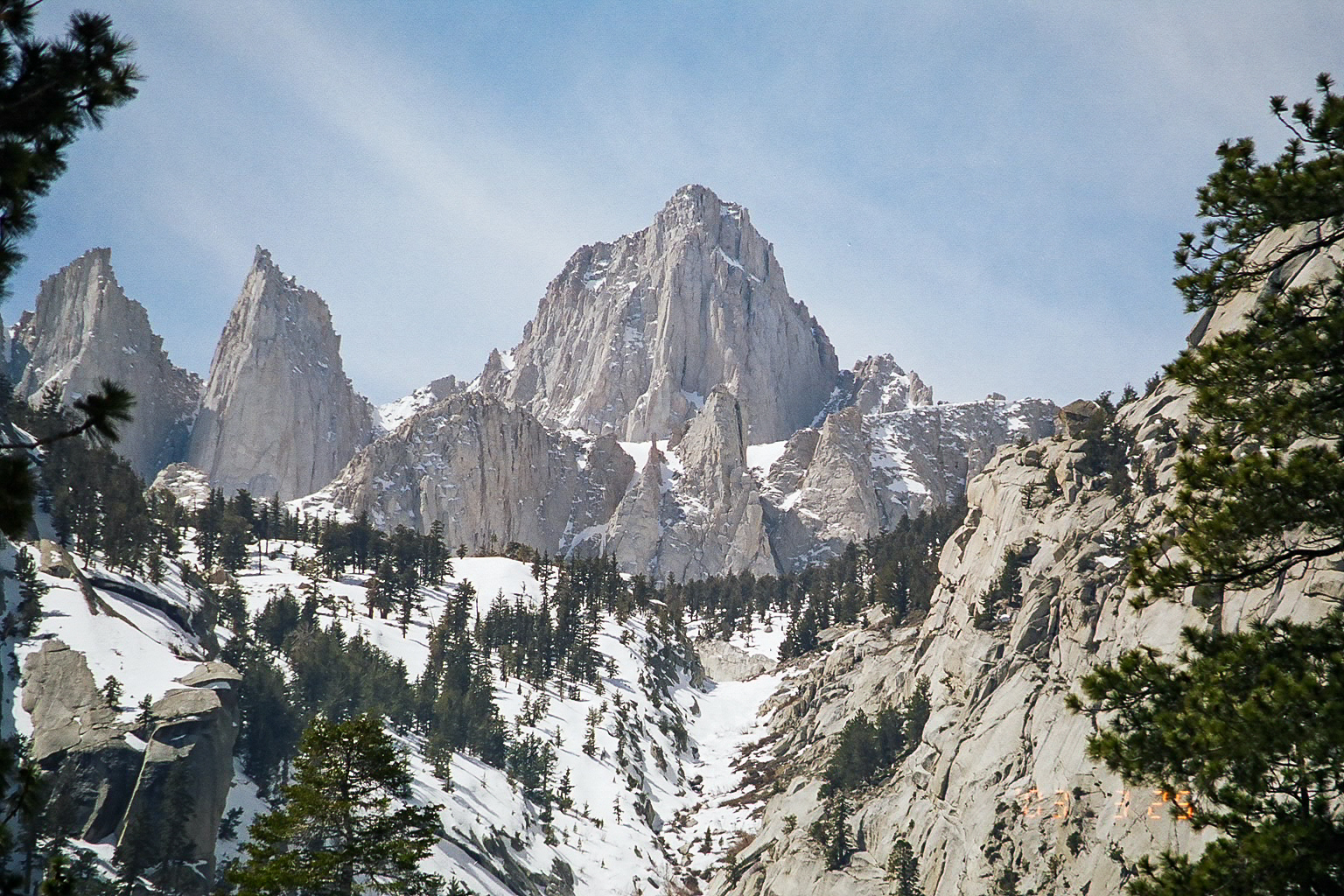
Il versante orientale del monte Whitney.

L'altezza delle montagne nella Sierra Nevada incrementa gradualmente da nord a sud. Tra Fredonyer Pass e il Lago Tahoe, i picchi variano da 1 524 m a 2 438 m.
La cima a sud-ovest al Lago Tahoe (il Monte Tallac) è di 2 968 m, si prosegue con il Monte Humphreys alto 4 265 m. La cima vicino allo Yosemite National Park, il Monte Dana, è di (3 891 m). La vetta più alta è tuttavia il Monte Whitney di 4 421 metri.
A sud del Monte Whitney, la quota delle cime diminuisce in elevazione ma vi sono ancora alcuni punti con altezze rilevanti quali il Florence Peak (3 781 m). L'altitudine raggiunge ancora circa i 3 000 metri di quota vicino al Lago Isabella, ma a sud del lago, i picchi raggiungono solo un modesto 2 438 metri.

## Geologia
Le prime rocce della Sierra Nevada sono rocce metamorfiche risalenti al Paleozoico, le più antiche delle quali sono le rocce metasedimentarie del Cambriano che si trovano nella regione del Monte Morrison in California. I primi graniti della Sierra risalgono al Triassico e si trovano soprattutto a nord della latitudine 37,2°N.
Tra il Triassico e il Giurassico, un arco insulare andò in collisione con la costa occidentale del Nord America e provocò l'innalzamento di una catena di vulcani durante l'evento geologico chiamato orogenesi del Nevada. Dopo di allora quasi tutti i vulcani subaerei dell'arco vulcanico sono scomparsi; i loro resti furono ridepositati nella sequenza della Great Valley e nel successivo riempimento nel corso del Cenozoico, che ha dato luogo alla maggior parte delle rocce sedimentarie della California.
Nel corso del Cretacico, si formò una zona di subduzione lungo il margine del continente, quando la placca oceanica cominciò ad andare in subduzione al di sotto della placca nordamericana. Il magma derivante dalla subduzione dell'antica placca Farallon risalì come diapiro attraverso la più densa roccia base, senza però raggiungere la superficie, formando dei plutoni che combinandosi assieme diedero luogo alla formazione del batolite della Sierra Nevada. I plutoni si formarono nel corso di diversi episodi individuali tra 115 e 87 milioni di anni fa. I plutoni più antichi sono quelli formatisi nella parte occidentale della Sierra, mentre quelli della parte orientale sono più recenti. In seguito agli effetti del processo di erosione, attorno a 66 milioni di anni fa la proto Sierra era stata ridotta a una catena di colline arrotondate alte alcune centinaia di metri.
Circa 25 milioni di anni fa, la Sierra Nevada iniziò a crescere e si bloccò, verso l'ovest i fiumi cominciarono a tagliarla in profondi canyon su entrambi i lati delle Sierra. Il clima della terra si raffreddò, e l'era glaciale iniziò circa 2 milioni e mezzo di anni fa. I ghiacciai formarono dei caratteristici canyon a U attraverso la Sierra. La combinazione di fiumi e ghiacci che erodevano contemporaneamente la roccia espose il granito che stava sotto la superficie e lo fece venire in superficie, rimase solamente un barlume di roccia metamorfica sulle cime di alcuni picchi della Sierra. Le rocce degli antichi plutoni sono conosciute come batolite della Sierra Nevada. Una crescita in elevazione continua anche ai giorni nostri soprattutto lungo il lato ad est. Questa crescita causa grossi terremoti, come quello del 1872 Terremoto di Lone Pine.

## Ecologia
La Sierra Nevada si divide in un numero di Zone di vita biotica (life zone /biotic zone) 
- La Pinyon pine-Juniper boschiva, 1 500-2 100 m solo dalla parte ad est
  - Specie Principali: Pinyon Jay, pecora bighorn del deserto
- La foresta Montana bassa, 1 000-2 100 m a ovest, 2 100-2 600 m sul lato est 
  - Specie Principali: Ponderosa pine and Jeffrey pine, California black oak, Incense-cedar, Giant Sequoia, Dark-eyed Junco, Mountain Chickadee, Western gray squirrel, Mule deer, Orso nero americano
- Alta Foresta Montana 2 100-2 700 m lato ovest 2 600-3 100 m a est
  - Specie principali: Lodgepole pine, Abete rosso della California, Mountain Hemlock, Sierra Juniper, Hermit Thrush, Sage Grouse, Great Grey Owl, Golden-mantled Ground Squirrel, martore
- La subalpine forest, 2 700-3 100 m) sul lato ovest, 3 100-3 500 m a est 
  - Specie principali: Whitebark pine and Foxtail pine, Clark's Nutcracker
- La regione alpine sopra i 3 100 m a ovest e sopra i 3 500 m a est 
  - Specie principali: Sky Pilot, Pika, Belding's ground squirrel, Yellow-Bellied Marmot, Pecora Bighorn della Sierra Nevada